# Jacob-Michel Cukier
Pour les articles homonymes, voir Cukier.
Jacob-Michel Cukier est un médecin français, spécialisé en urologie. Il est l'auteur de plusieurs essais.

## Publications
- Urologie, avec Roger Couvelaire, Paris : Éditions Masson, 1978.
- L'urologie, Presses universitaires de France (PUF), 1995.  (ISBN 978-2130472148)
- Le reflux vésico-rénal primitif chez l'enfant, Le traitement curatif du cancer de la prostate, Masson, 1992  (ISBN 978-2225825866).
- L'infection de l'appareil urinaire de l'enfant tome 1, Documentation médicale Debat, 1973.
- Tumeurs de la voie excrétrice haute Anomalies de la jonction pyélo-urétérale, Masson, 1981.
- Hypospadias, fistules vésico-vaginales, Masson, 1982.
- Les Implants cutanés dans la réparation des sténoses urétrales Les Lithiases urinaires chez l'enfant, Masson, 1983.
- Tumeurs embryonnaires du parenchyme rénal Imagerie per-opératoire du rein et de la voie excrétrice haute, Masson, 1988  (ISBN 2225812608)
- Traitement actuel de la lithiase du haut-appareil urinaire : Rapport présenté au 90e Congrès français de chirurgie, Paris, 19 au 22 septembre 1988, avec Jean-Michel Dubernard, Masson, 1988  (ISBN 2225816212)
- Atlas de chirurgie urologique. Surrénale, rein, urètre, tome 1, Editions Masson, avec Jean-Michel Dubernard, 1991  (ISBN 2225823286)